# Villaverde de Guareña
Villaverde de Guareña ist eine kleine westspanische Gemeinde (municipio) in der Provinz Salamanca in der Autonomen Gemeinschaft Kastilien-León. Sie befindet sich etwa 15 Kilometer nordöstlich von der Provinzhauptstadt Salamanca. 2024 hatte die Gemeinde 138 Einwohner.

## Geographie
Die Fläche der Gemeinde beträgt 15,87 km² und umfasst neben dem Hauptort nur sehr spärlich bebautes Ackerland und den Weiler Cañadilla.
Das Gemeindegebiet von Pedrosillo el Ralo wird außerdem von den parallel zueinander verlaufenden Straßen N-620 und A-62 durchquert, zu denen der Ort jeweils einen Anschluss hat. Am Anschluss an die A-62 befinden sich mehrere Tankstellen, ein Campingplatz und ein kleines Industriegebiet, die jedoch bereits zur Nachbargemeinde Pedrosillo el Ralo gehören.

## Bevölkerungsentwicklung
Wie die meisten anderen Gemeinden in der Region erlebte auch Villaverde de Guareña in der zweiten Hälfte des 20. Jahrhunderts einen starken Bevölkerungsrückgang. Im Jahr 2022 hatte die Gemeinde nur noch 139 Einwohner, wobei sich der Bevölkerungsschwund in den letzten Jahrzehnten wieder etwas eingependelt hat.
| Jahr      | 1900 | 1920 | 1940 | 1960 | 1981 | 1991 | 2001 | 2017 | 2018 |
| Einwohner | 477  | 418  | 466  | 468  | 241  | 205  | 187  | 149  | 145  |

## Bauwerke
- Iglesia de San Cornelio y San Cipriano, Kirche aus dem frühen 16. Jahrhundert. Aufgrund ihrer Größe zählt man sie neben den Kirchen von Palencia de Negrilla und Villares de la Reina zu den drei „Kathedralen von La Armuña“.